# Sant Salvador de Pira
Sant Salvador de Pira és una església de Pira (Conca de Barberà) protegida com a bé cultural d'interès local.

## Descripció
És una església parroquial de la segona meitat del segle xix. Té una sola nau amb capelles laterals; la nau central està coberta per volta de canó, al creuer hi ha una cúpula sobre petxines i l'absis és pla. La façana presenta una estructura basilical que no correspon a l'interior de nau única. La teulada és a dues aigües.
El campanar és de planta quadrada que es converteix en planta hexagonal més a munt. És acabat amb una coberta plana rematada amb boles als angles. Al damunt hi ha un altre campanar, més modern, cobert amb teulada a doble vessant.

## Història
La primitiva església parroquial dedicada a Sant Salvador és mencionada per primer cop l'any 1194. Aquesta església d'estil romànic degué quedar petita per al nombre de pobladors de l'indret i, a més, molt malmesa pel pas dels segles. Al segle xix es decidí bastir una nova església, també dedicada a Sant Salvador, la primera pedra de la qual fou col·locada el 19 de març de 1862. fou beneïda per Josep Cosidó, rector de Pira, el 5 d'agost de 1865. Un cop enllestida la fàbrica, s'anaren bastint els diversos altars, construïts i daurats per artistes com P. Domènec i Venanci Bonet, de Reus, i Pere Ribas, de Vic.